# Ацамаз
А́цамаз (осет. Ацæмæз) — герой осетинского нартского эпоса, сын нарта Ацы, певец и музыкант, обладатель чудесной золотой свирели. 
В иных культурах: Ачемез сын Ачея (карач.-балк. Ачей улу Ачемез).

## Мифология
Чудодейственная свирель была единственным сокровищем Ацамаза, оставшимся от отца, которому её подарил Афсати. Среди нартов музыка была в большом почёте; они все играли на фандыре, но никто не достиг такого мастерства, какого достиг Ацамаз. Игра Ацамаза пробуждает и очаровывает природу. Когда он играет на свирели, все звери танцевали под его музыку, горы приходили в движение, солнце и луна светили намного ярче. Увидев дочь Сайнаг-Алдара красавицу Агунду, Ацамаз влюбился в неё и заиграл с новой силой. Не получив взаимности, Ацамаз разбил свою чудесную свирель на мелкие кусочки. Агунда собрала осколки свирели. Позднее свирель была восстановлена и песни Ацамаза пленили весь мир. Когда Ацамазу дали согласие на брак с Агундой, с него запросили огромный калым. Ацамаз обратился за помощью к друзьям своего отца Ацы — небожителям, которые помогли ему собрать выкуп за Агунду.
Юный герой Ацамаз справился с врагом нартов, могущественным правителем Тогус-Алдаром, владевшим многочисленными табунами. Однажды военные отряды нартов направились к морю. Им преградили путь конные дружины Тогус-Алдара. Ацамазу удалось перехитрить охранников табунов волка, жеребца и ястреба и увести лошадей к нартам. После чего Ацамаз вступил в продолжительную борьбу с Тогус-Алдаром и, убив его, взял себе в жёны супругу Тогус-Алдара.

## Имя
Прежде всего, имя Ацамаз вполне резонно связывается с именем Atamazas, неоднократно встречающимся в эпиграфических надписях из районов обитания скифо-сармат (алан), предков осетин. Ацамаз — старое аланское имя,— писал профессор В. И. Абаев. — В опубликованных греческих надписях из Северного Кавказа, относящихся к первым векам до нашей эры, имя встречается 4 раза: в двух надписях из Горгиппии (Анапы), в одной из Танаиды (Нижний Дон) и в одной из района Краснодара. В греческом не было, как известно, звуков ц и ч, и для их передачи обычно пользовались буквой t. Поэтому аланское Ачамаз или Ацамаз закономерно передается через Atamazas.

## Источник
- Гуриев Т. А. Имя скифского царя в эпосе: Ацамаз // Наследие скифов и алан: Очерки о словах и именах. — Владикавказ: «Ир», 1991. — С. 33—50. — ISBN 5-7534-0286-0.
- Дзадзиев А. Б., Дзуцев Х. В., Караев С. М. Ацамаз // Этнография и мифология осетин. — Владикавказ, 1994. — С. 20. — ISBN 5-7534-0537-1.